# Режинополис
Режинополис (порт. Reginópolis) — муниципалитет в Бразилии, входит в штат Сан-Паулу. Составная часть мезорегиона Бауру. Входит в экономико-статистический микрорегион Бауру. Население составляет 4718 человек на 2006 год. Занимает площадь 409,914 км². Плотность населения — 11,5 чел./км².

## История
Город основан в 1948 году.

## Статистика
- Валовой внутренний продукт на 2003 составляет 60 397 630,00 реалов (данные: Бразильский институт географии и статистики).
- Валовой внутренний продукт на душу населения на 2003 составляет 12 771,76 реала (данные: Бразильский институт географии и статистики).
- Индекс развития человеческого потенциала на 2000 составляет 0,763 (данные: Программа развития ООН).